# Bahnhof Psyrzcha

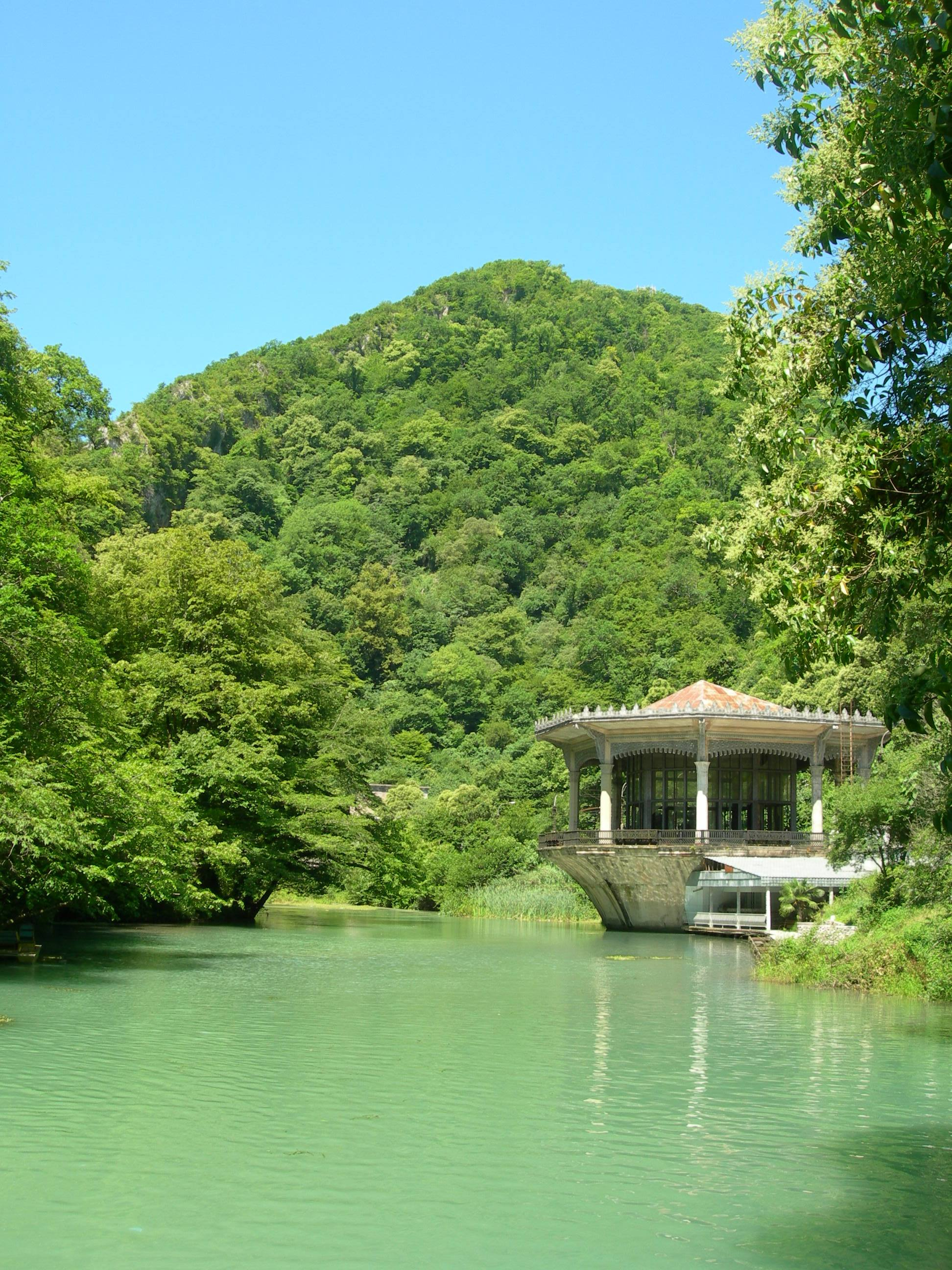
Stationspavillon am Fluss Psyrzcha

Psyrzcha (russisch Псырцха, abchasisch Ҧсырӡха/Psyrdscha [/psərʣxa/], georgisch ფსირცხა/Psirzcha) ist ein Haltepunkt der Hauptstrecke der Abchasischen Eisenbahn, die den Grenzbahnhof Psou (Grenze zu Russland) im Nordwesten mit dem Grenzbahnhof Ingur (Grenze zur georgischen Region Mingrelien – Semo-Swanetien) miteinander verbindet.

## Lage
Der Haltepunkt ist nach dem Fluss Psyrzcha benannt, der unmittelbar an der Station vorbeifließt und unweit ins Schwarze Meer mündet. Die Station ist einer der zwei Bahnhöfe von Achali Atoni und liegt im Westen des Stadtgebiets. In der Nähe befinden sich die meisten Sehenswürdigkeiten von Achali Atoni, so die Festung Anakopija, die große Karsthöhle und auch das Kloster.
Der Haltepunkt Psyrzcha ist für seine besondere Lage bekannt. Er liegt zwischen zwei Tunneln und sein Stationsgebäude, das aus einem Pavillon besteht, ragt an der den Gleisen abgewandten Seite in den Fluss hinein.

## Verkehr
In der Vergangenheit hielt in Psyrzcha täglich je ein Vorortzug in beide Richtungen. Der Betrieb wurde jedoch aufgrund des schlechten Zustands der Gleise und des Fahrmaterials eingestellt.

## Bildergalerie

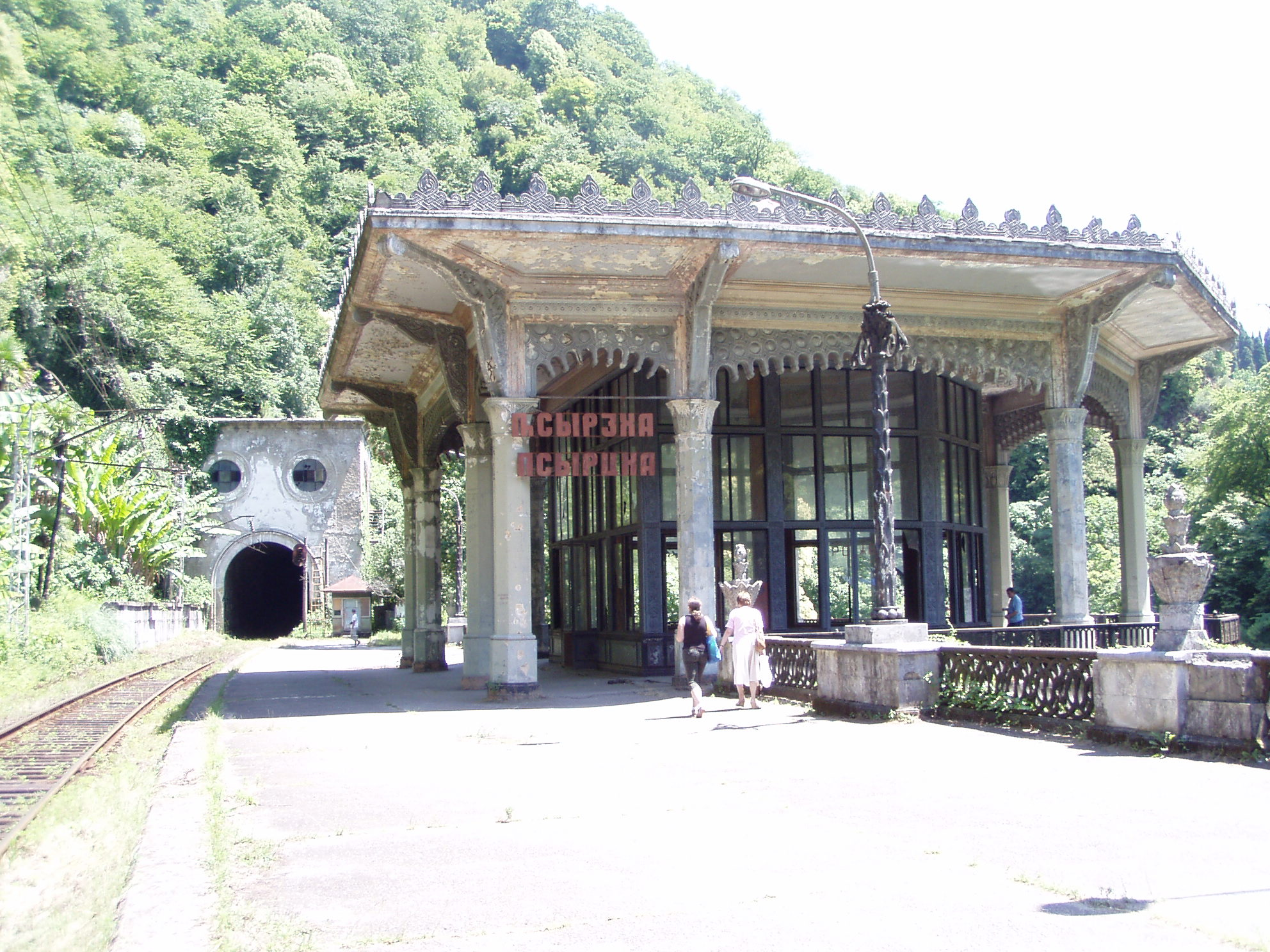
Stationspavillon von der dem Gleis zugewandten Seite
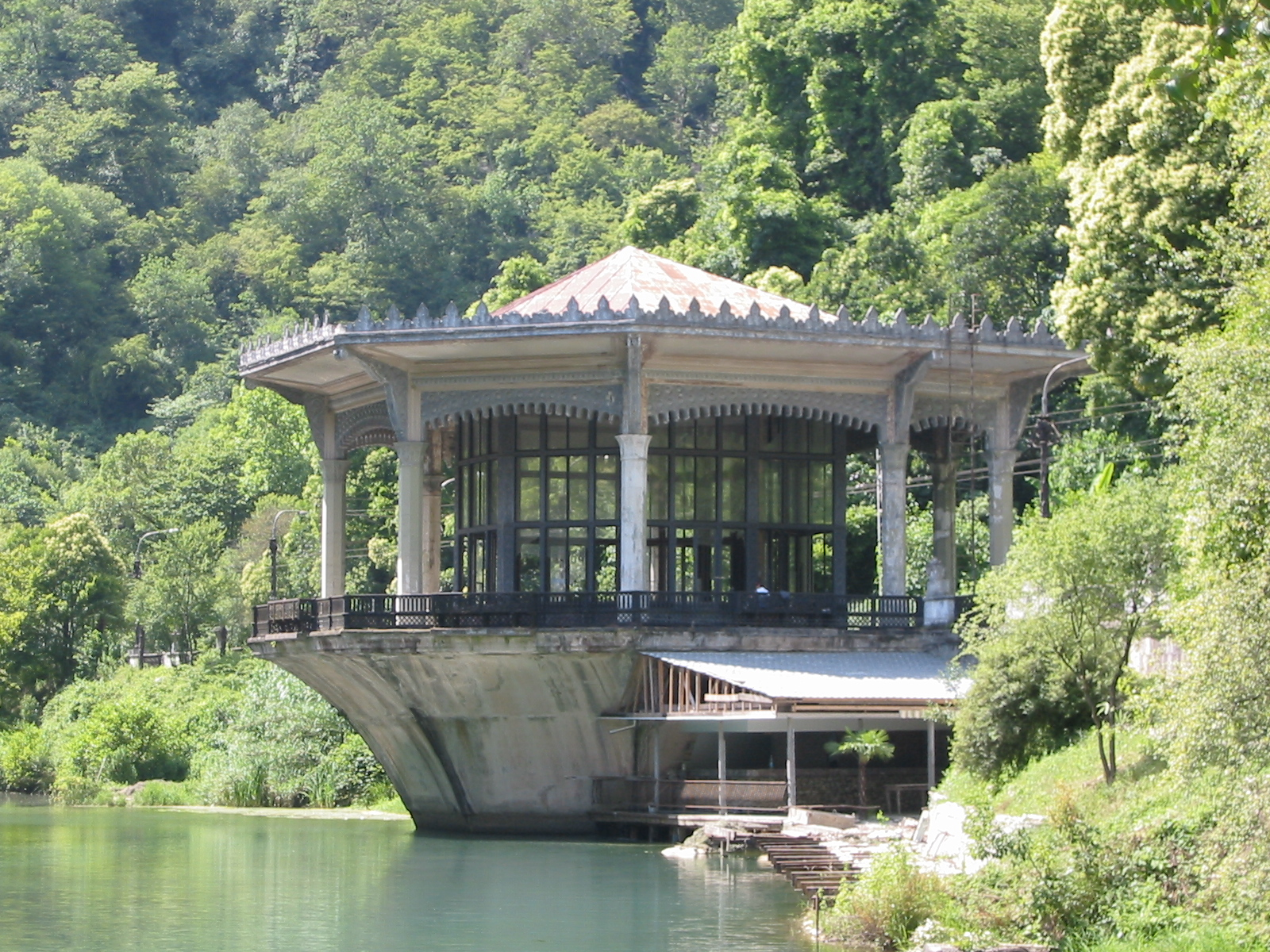
Stationspavillon von der Flussseite
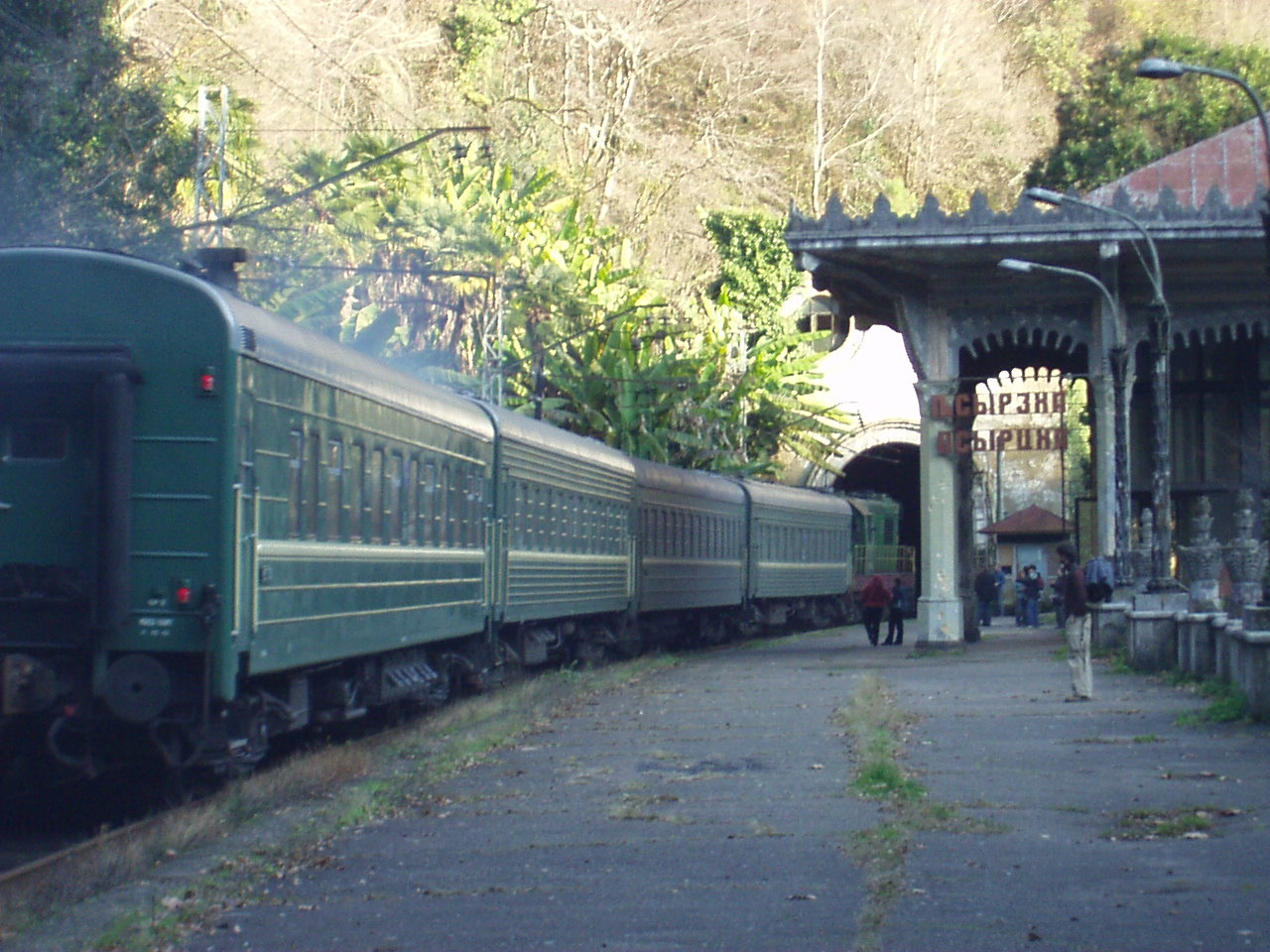
Reisezug an der Station (Anfang 2008)
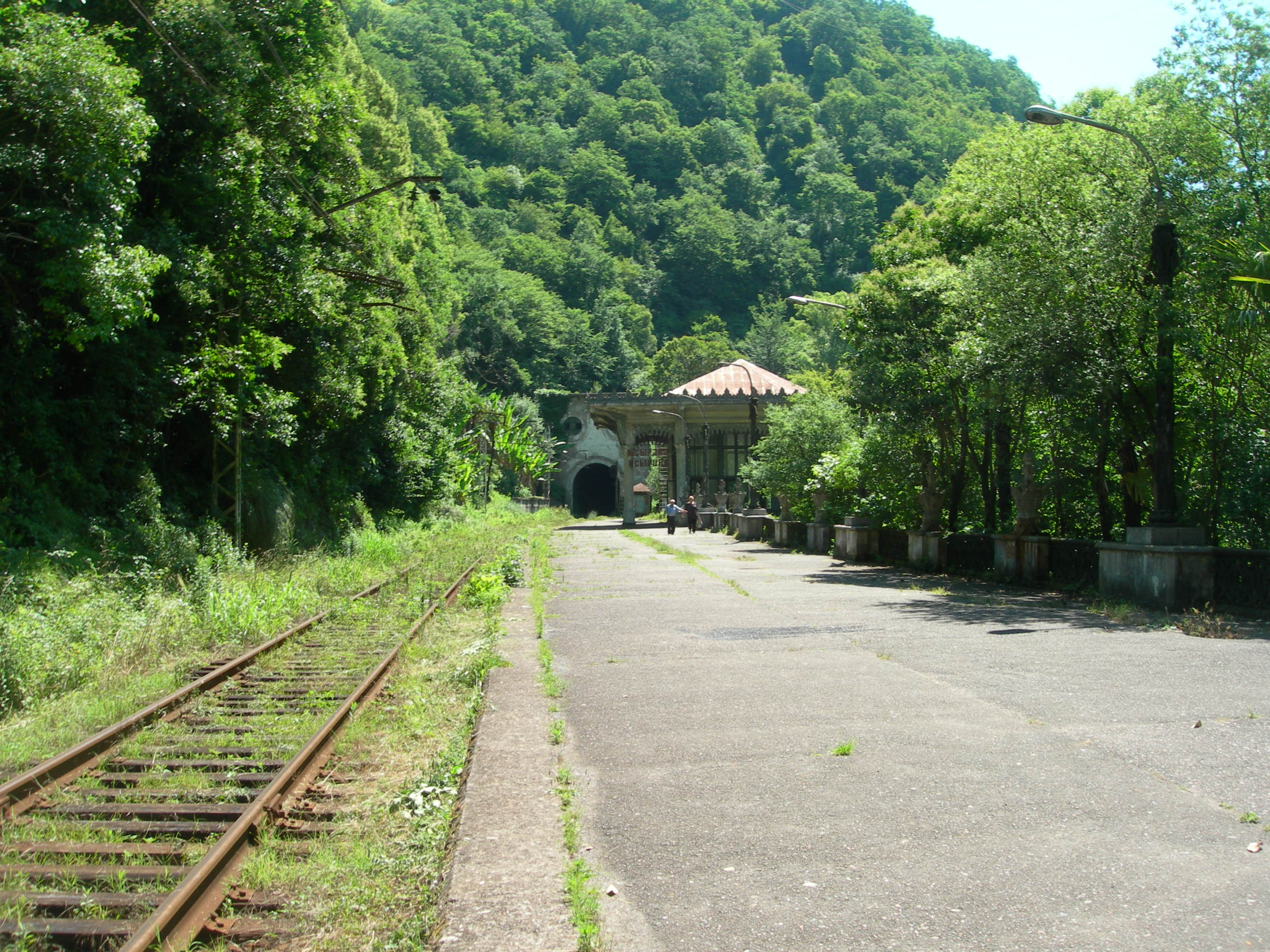
Bahnsteig
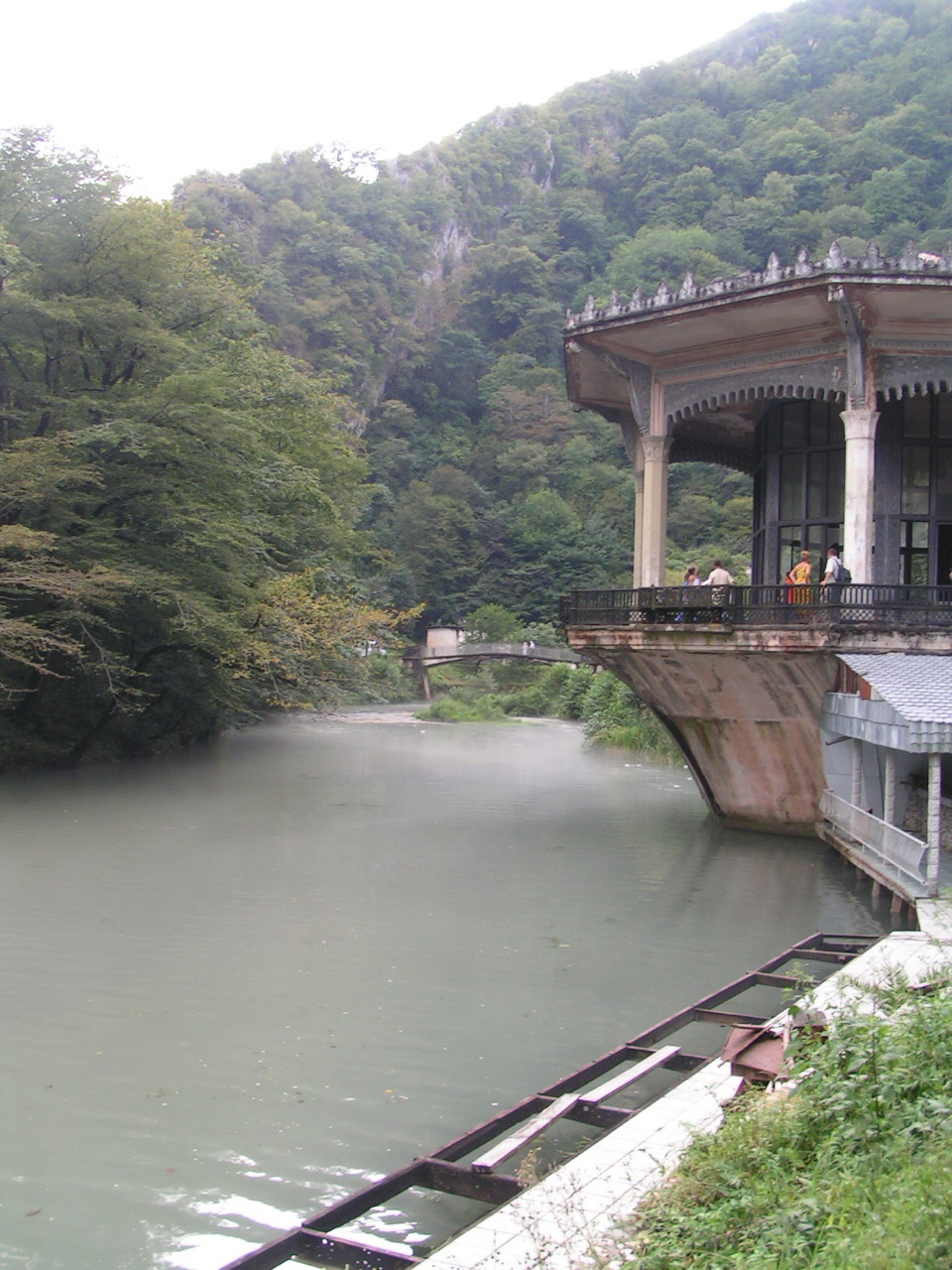
Blick vom Bahnsteig auf den Fluss

Koordinaten: 43° 5′ 31″ N, 40° 48′ 58″ O